# 热成像仪

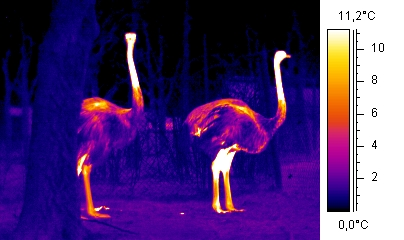
热成像仪下的鸵鸟

熱影像儀又称热像仪或红外线热成像仪等。是一种对物体散发出红外线进行感光成像的设备，这种设备广泛运用在军事、消防、医疗、工业生产、海关检查等领域。

## 历史
热成像仪是从对红外线敏感的光敏元件上发展而来，但是光敏元件只能判断有没有红外线，无法呈现出图像。在第二次世界大战中交战各国对热成像仪的军事用途表现出了兴趣，对其进行了零星的研究和小规模应用。1952年，锑化铟开发出来，这种新的半导体材料促进了红外线热成像仪进一步发展。不久之后，德州仪器公司开发出了具有实用价值的前视红外线（Forward looking infrared）热成像仪。这一系统采用的是单原件感光，利用机械装置控制镜片转动，将光线反射到感光元件上。随着碲镉汞材料制造工艺成熟，在军事领域大规模采用热成像仪成为了可能。60年代之后出现了由60或更多感光元件组成的线性整列，瑞典AGA公司将热成像仪的应用拓展至民用领域发展。然而由于最初采用的是非制冷感光元件，制冷部件加上机械扫描机构使得整个系统非常庞大。等到CCD技术成熟之后，焦平面阵列式热成像仪取代了机械扫描式热成像仪。至80年代半导体制冷技术取代了液氮、压缩机制冷之后开始出现了便携、手持的热成像仪。90年代之后，德州仪器又开发出了基于非晶硅的非制冷红外焦平面阵列，进一步降低了热成像仪生产成本。

## 原理及分类
红外热成像仪有光子探测和热探测两种不同原理。前者主要是利用光子在半导体材料上产生的电效应进行成像，敏感度高，但探测器本身的温度会对其产生影响，因而需要降温。后者将光线引发的热量转换为电信号，敏感度不如前者，但无需制冷。除此之外，还根据热成像仪的工作波段、所使用的感光材料进行分类。常见热成像仪工作在3到5微米或8到12微米，常用感光材料则有硫化铅、硒化铅、碲化铟、碲锡铅、碲镉汞、掺杂锗和掺杂硅等。根据感光元件数量和运动方式，则有机械扫描、凝视成像型等。

## 用途
热成像仪用途非常广泛，特别是在军事上，利用热成像仪可以在夜间发现散发热量的坦克发动机、士兵。在工业上，可以利用热像仪快速探测出加工件的温度，从而掌握必要資訊。由于电动机、晶体管等电子元件发生故障时，往往伴随着温度异常升高，利用热成像仪也可以快速诊断故障。在醫學方面，流行性感冒、肺炎等疾病流行时，可以利用热成像仪快速判断是否有发热现象。由于癌细胞温度较高，也可用其輔助诊断乳腺癌等疾病。边防部门也可用其判断交通工具或邊界地帶否藏有偷渡客。